# Glaucilla marginata
Glaucilla marginata é uma espécie de nudibrânquio da família Glaucidae.

## Descrição
Muito semelhante ao "Glaucus atlanticus" (dragão-azul), esta lesma do mar é uma das únicas espécies do género Glaucilla. Este género é o mais próximo do género Glaucus.
A principal diferença está no formato do corpo, que ao invés de ter uma única coluna, tem múltiplas. Como o Glaucus atlanticus, conhecido popularmente como "dragão-azul", Glaucilla marginata tem seis apêndices, e dele se ramificam um grande número de raios afilados.